# Araguary (1858)

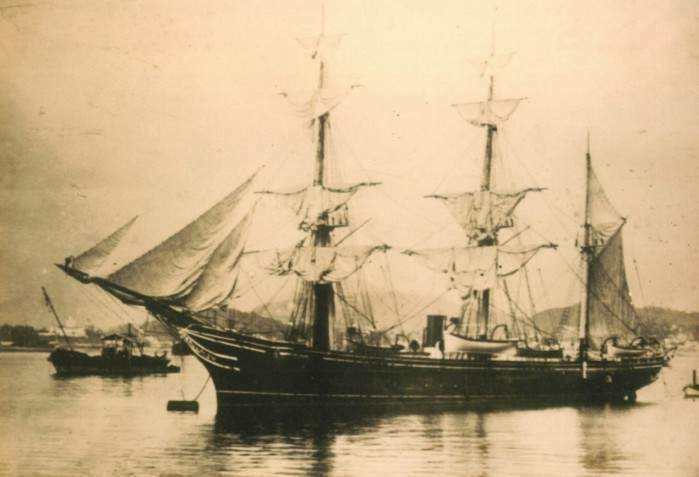
Канонерський човен Araguary, 1858, бухта Гуанбара

Паровий канонерський човен «Арагуарі» був кораблем ВМС Бразильської імперії, який служив під час війни Потрійного Альянсу.

## Історія
Корабель використовував і вітрила, й парову машину. Паровий двигун потужністю 80 кінських сил приводив у рух гвинт, що дозволило корвету досягти швидкості 9 вузлів. Мав 44,20 м в довжину, 7,40 м мідель, а осадку 2,6 м при водотонажності 400 т . На ньому було встановлено 2 гармати 32 фунтових та вісім з 68 фунтових. Його екіпаж складав 77 осіб.
«Арагуарі», перший корабель, який отримав це ім'я на честь міста в Мінас-Жерайсі і річки в Пара, був побудований в Англії разом з однотипними «Арагуая», «Ігуатемі» та Іваї" під керівництвом тоді віце-адмірала Жуакіна Маркеса Лісбоа, майбутнього адмірала Тамандаре.

### Війна Потрійного Альянсу

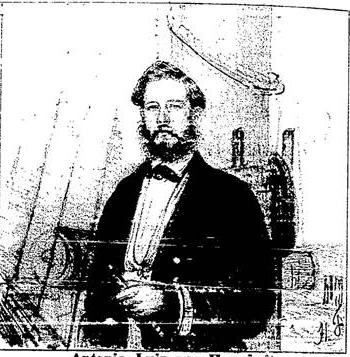
Перший лейтенант Антоніо Луїс фон Хунхольц, капітан Araguary

Після початку війни, 30 квітня 1865 року, він залишив Буенос-Айрес під командуванням першого лейтенанта Антоніо Луїза фон Гонгольца, майбутнього адмірала та барона де Тефе. Канонерський човен рухався у ескадрі під командуванням адмірала Франсіско Мануеля Баррозо, барона Амазонас, до складу якої також входив фрегат Амазонас, корвети Beberibe, Belmonte і Parnahyba і канонерські човни Mearim, Ipiranga, Iguatemy і Jequitinhonha (капітан Хосе Пінто).

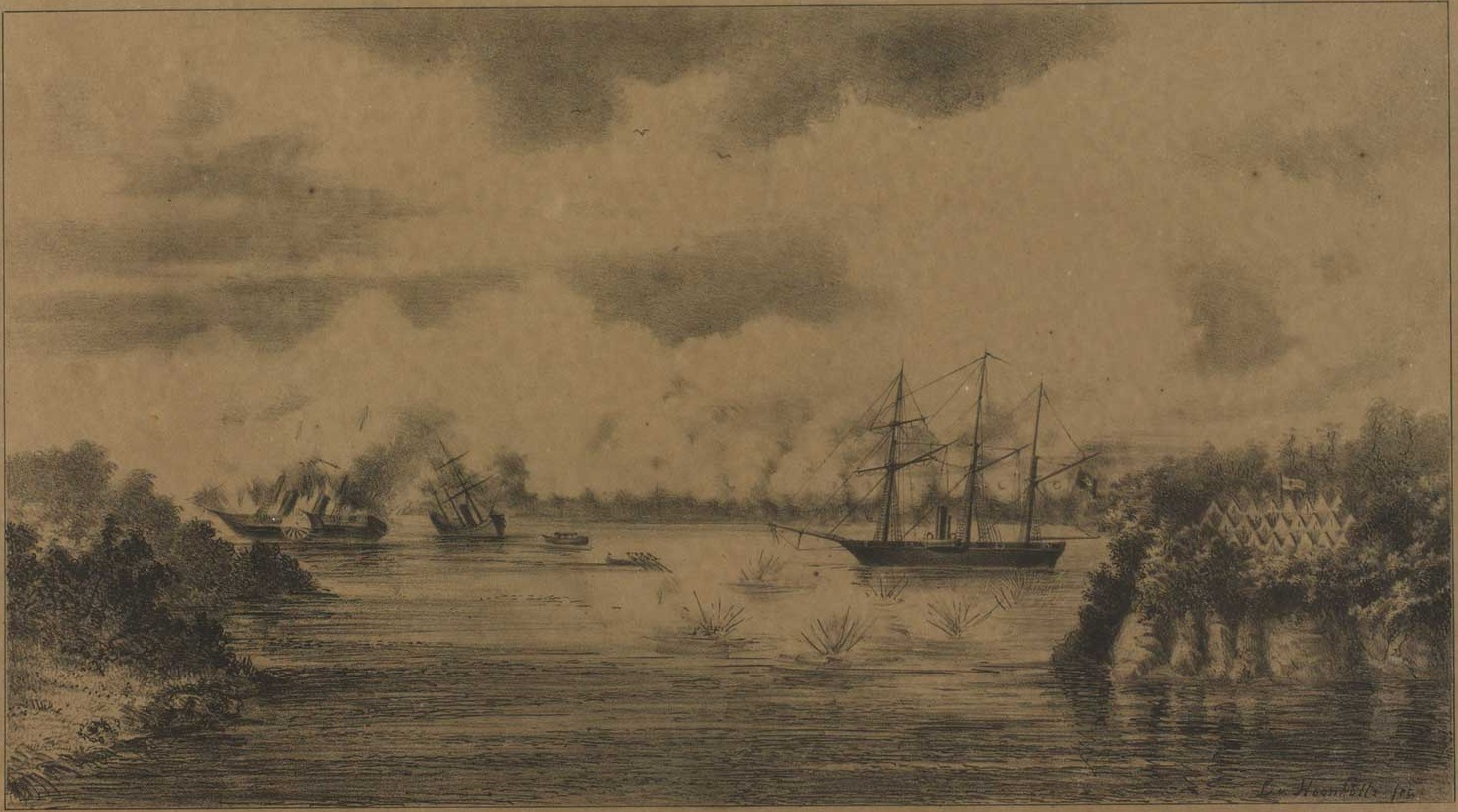
Сцена під час битви при Ріачуело о 14 червня 1865 року. Під обстрілом парагвайських батарей «Арагуарі» вогнем гармат підпалив пароплав «Парагвай».

### Подальші події
30 липня 1873 року, взявши на борт фрегат-капітана Антоніо Хоакіма де Мелло Тамборім, корабель перевозив комісію для визначення координат маяка Аракаті, можливих місць для нових маяків у Рокасі та Кабо-де-Сан-Роке (Río Grande del Norte), і підготувати лоції для суден, що прибувають у порти, де будуть встановлені нові маяки, спеціально для портів Віторія (маяк Санта-Лузія, штат Еспіріту-Санту), Ресіфі (маяк Олінда і Пікао), Кабедело (маяк Педра Сека, спочатку в штаті Параїба) і Тутоя (Педра-ду-Сал, штат Мараньян).
Він був виключений зі складу флоту в 1882 році .